# Tunceli
Tunceli (en zazaki, Mamekiye. También llamado Dersim) es un distrito y una ciudad de la provincia de Tunceli, en Turquía. Tunceli cuenta con una población de 25.041 habitantes (2000), la mayoría de los cuales es zaza. Aunque la lengua oficial es el turco, también hablan zazaki.

## Tunceli en la actualidad
Tunceli se encuentra en la parte central del este de Turquía. Hasta 1934 la ciudad y su región se llamó Dersim, nombre que sigue utilizándose en algunos contextos. Con el paso de los años, la población se ha reducido debido a la migración a otras ciudades y países. Tunceli se encuentra rodeada por los montes Munzur, muchas de las cuales son sagradas para los habitantes de la ciudad, al igual que el río Munzur. La mayor parte de los habitantes de Tunceli son seguidores de la religión aleví.
- Datos: Q202195
- Multimedia: Tunceli / Q202195

1. ↑  Worldpostalcodes.org,código postal n.º 62000.